# Perlstab
Ein Perlstab (Wortzusammensetzung aus Perle und Stab) ist eine schmale Zierleiste, die aus einer Reihe von kleinen halbkugelförmigen Gliedern besteht, die wie die Perlen einer Schnur aufgereiht sind. Der manchmal auch als „Perlrand“ bezeichnete Begriff findet in verschiedenen Bereichen der Ornamentik Verwendung (Gold- und Silberschmiedekunst, Münzwesen, Architektur, Glaskunst, Möbel- und Besteckkunst etc.). Perlstäbe waren bereits im klassischen Altertum als Astragal bekannt und wurden in verschiedenen Kulturbereichen immer wieder aufgegriffen und weiterentwickelt. Perlstäbe dienen zumeist als dekorative Einfassungen oder Rahmungen.

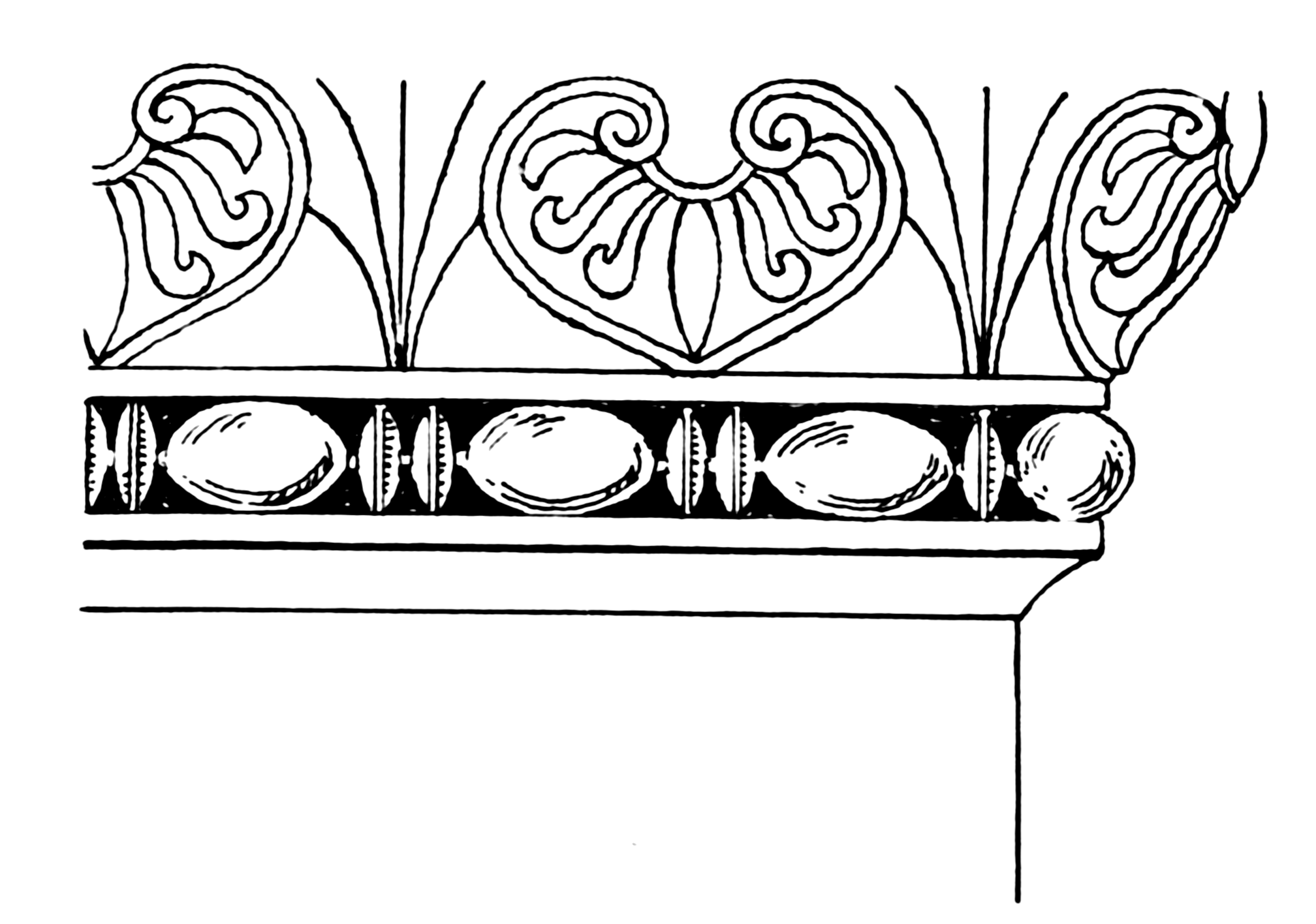
Astragal (unten) aus Perlen im Wechsel mit zwei Scheiben

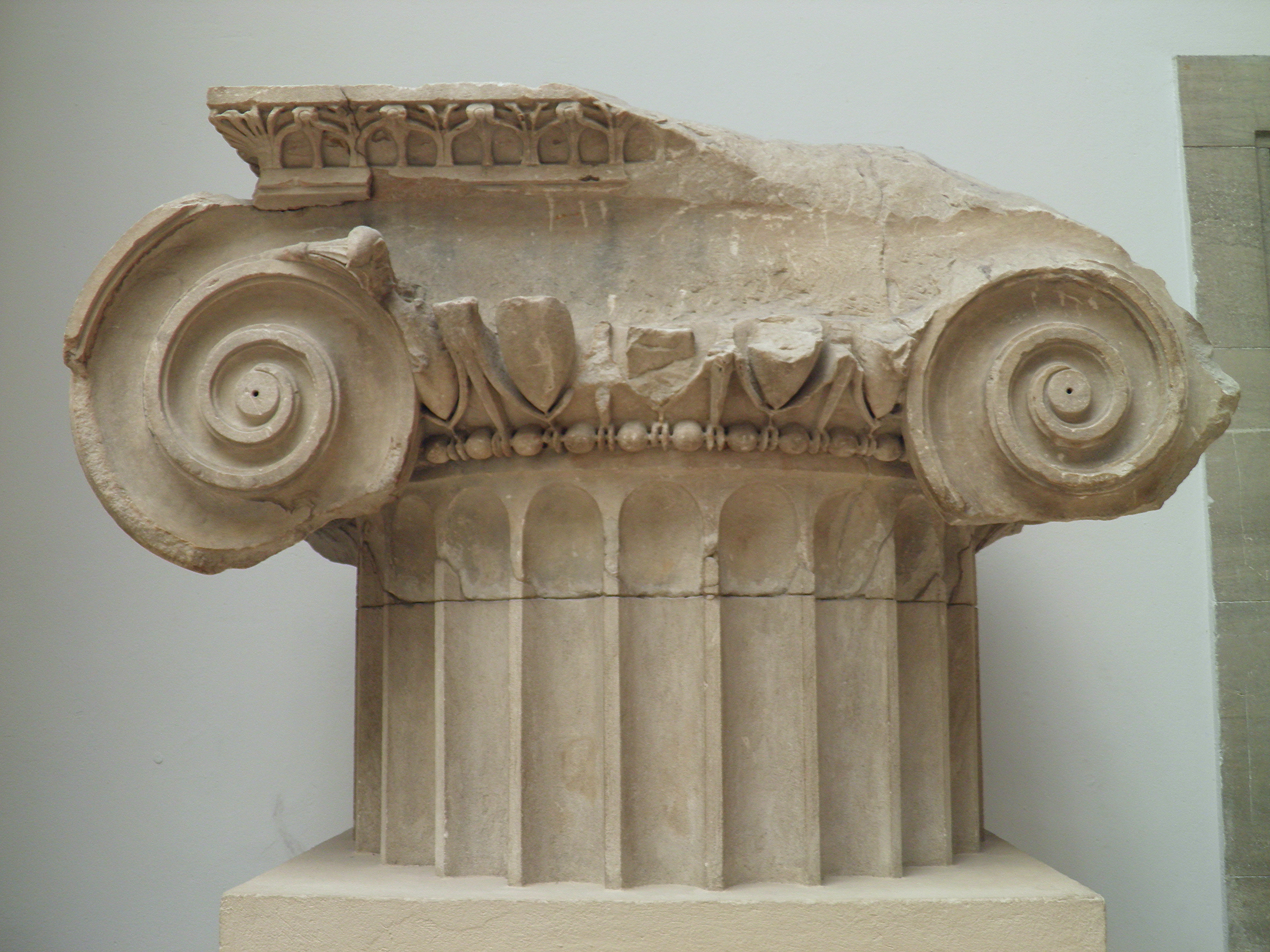
Astragal an einem ionischen Kapitell

## Form
Wie alle Stabformen können Perlstäbe geradlinig, rechtwinklig, gekrümmt und rund verlaufen; im letzteren Fall werden sie meist Perlkreise genannt. Mit Ausnahme der antiken Astragale bestehen Perlstäbe aus einer – potentiell unendlichen – Reihe von gleichförmig aneinandergereihten Halbperlen.
Manchmal wurde versucht, das Herstellungsverfahren zu verbessern, d. h. zu beschleunigen; in solchen Fällen entstehen unechte Perlstäbe. Bei diesen sind die Elemente ebenfalls nebeneinander angeordnet, verschmelzen aber an den Rändern miteinander; derartige Stäbe konnten gedrechselt werden.

## Antiker Astragal
Der Astragal der antiken griechischen Architektur ist aus je einer Perle im Wechsel mit zwei dünnen Scheiben zusammengesetzt. Der Name leitet sich von griechisch ἀστράγαλος (astrágalos) für den Fußwurzelknochen ab, der eine ähnliche Form hat (vgl. Astragaloi). Der römische Architekturtheoretiker und -schriftsteller Vitruv verwendet den Begriff im Bezug auf Zierleisten. Beim ionischen Kapitell trennt der Astragal das Kapitell vom Säulenschaft. In seltenen Fällen wird auch der einfache Rundstab als Astragal bezeichnet.

## Herstellung

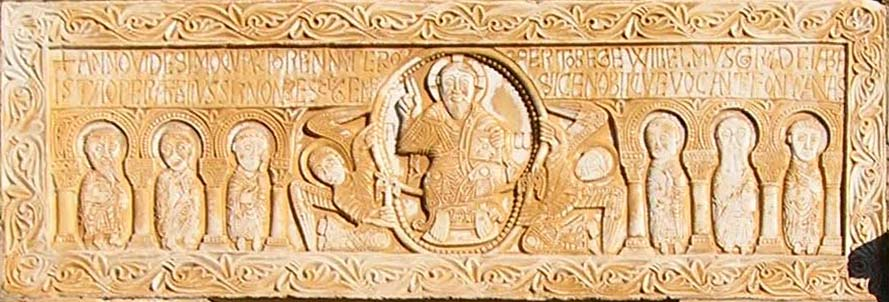
Perlstab-Rahmung der Mandorla und der Heiligenscheine (11. Jh.)

Hölzerne, steinerne und metallene Perlstäbe waren ursprünglich nur mit großem handwerklichen Aufwand herzustellen, denn sie konnten nicht oder nur teilweise gegossen oder gedrechselt werden, sondern mussten im Wesentlichen von Hand geschnitzt, gehauen, gehämmert, punziert und gestanzt werden; abschließend wurden sie noch geschliffen und poliert. Um Unregelmäßigkeiten (z. B. Überschneidungen) zu vermeiden waren exakte Messungen und Vorzeichnungen vonnöten. Seit der Renaissance und im Barock gab es auch vorgefertigte Stäbe aus Stuck. Im Industriezeitalter ist man zur Massenproduktion mit maschinell vorgefertigten Stäben übergegangen.

## Münzwesen
Perlkreise an den Rändern von Münzen dienten ursprünglich dazu, den Rand exakt zu definieren, so dass durch das Abfeilen des Randes keine Wertminderung der Münze erfolgen konnte. Heute sind sie eher als Schmuckmotiv zu verstehen.

## Schmuck
Auch im Schmuckbereich kommen kleine Perlstäbe vor; sie werden dort jedoch häufiger als Millegriffes bezeichnet und wurden mit speziellen Werkzeugen (Millegriffes-Eisen und Millegriffes-Rädchen) hergestellt.

## Sonstiges
Im Schiffs- und Metallbau entstehen perlstabähnliche Formen durch Nieten, in der Polstermöbelherstellung durch Polsternägel; eine künstlerische oder gestalterische Absicht ist damit jedoch meist nicht verbunden.

## Beispiele

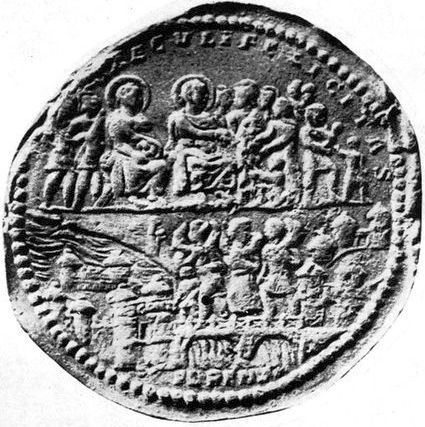
„Perlkreis“-Umrandung eines antiken Medaillons
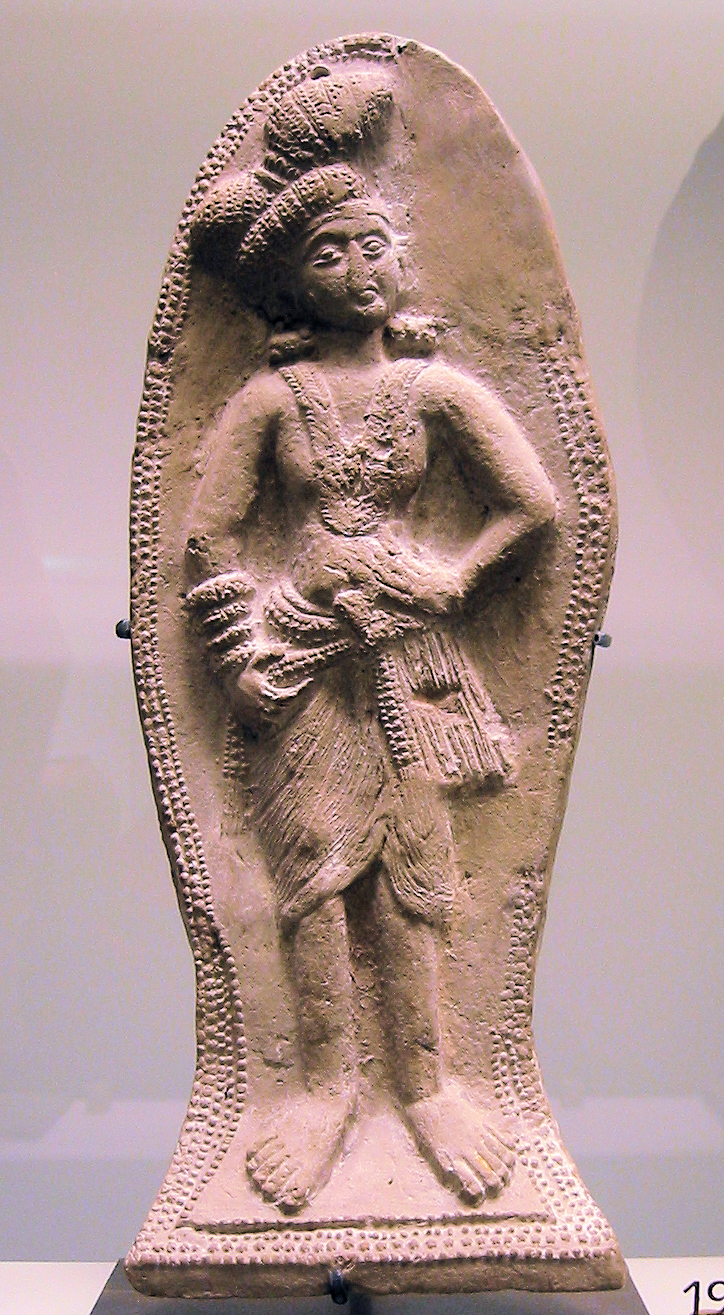
„Perlstab“-Rahmung einer Reliefstatue der Shunga-Zeit, Indien
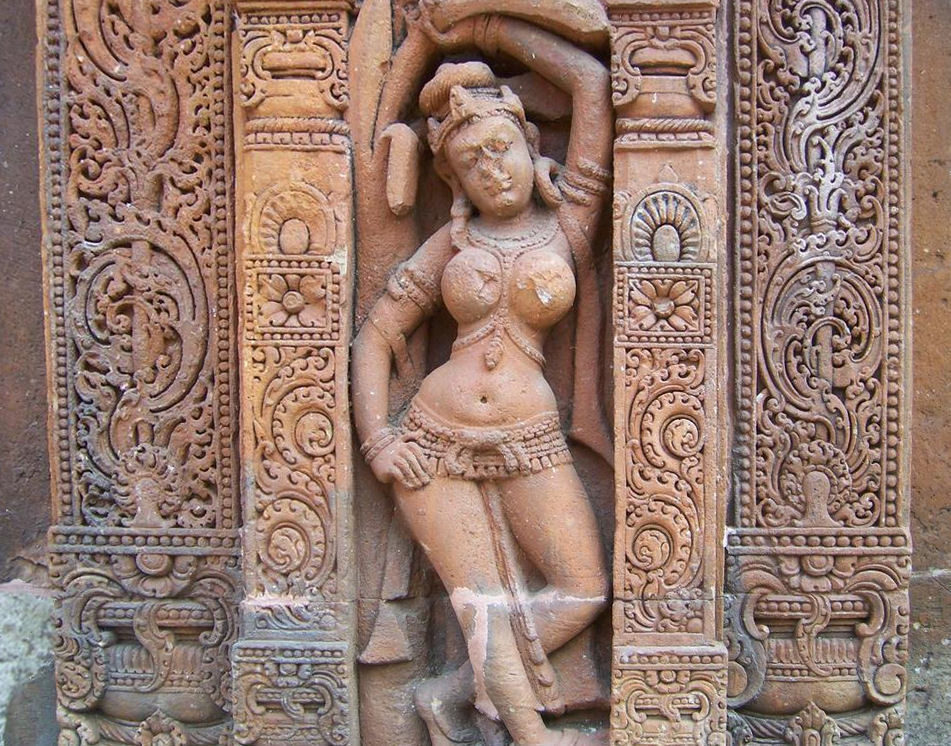
„Perlstab“-Rahmungen an einem indischen Tempel
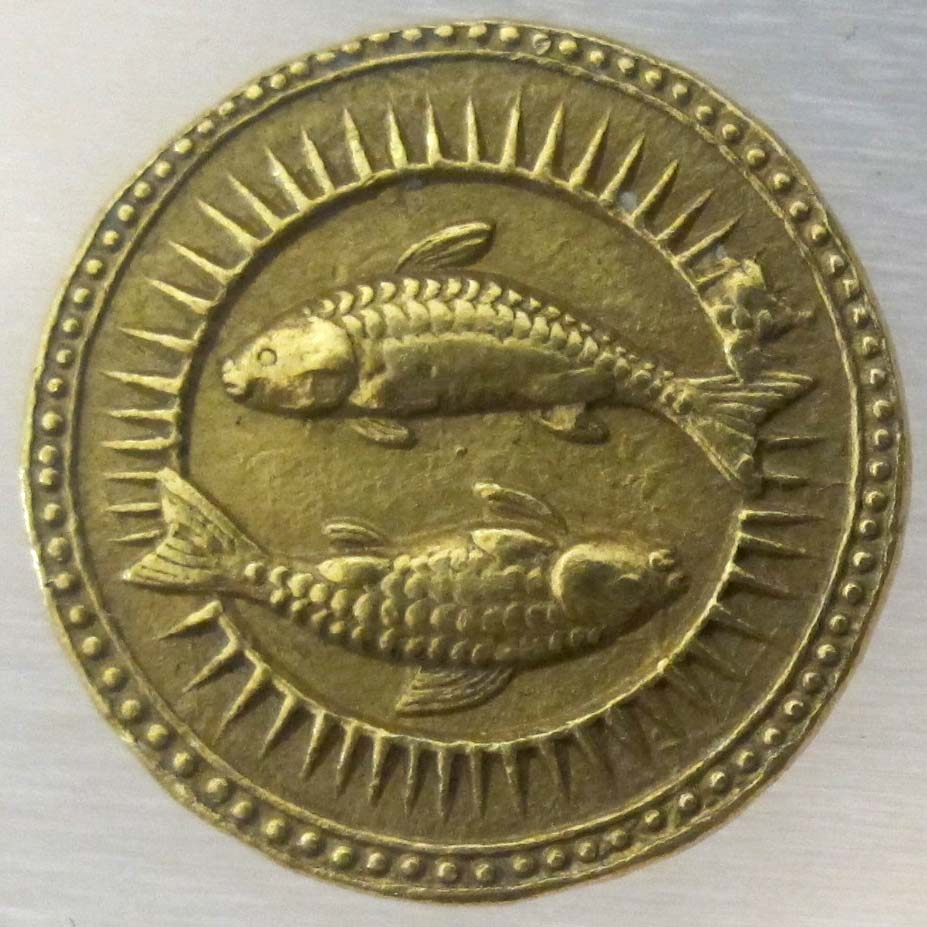
„Perlkreis“-Einfassung einer Goldmünze des Großmoguln Jahangir
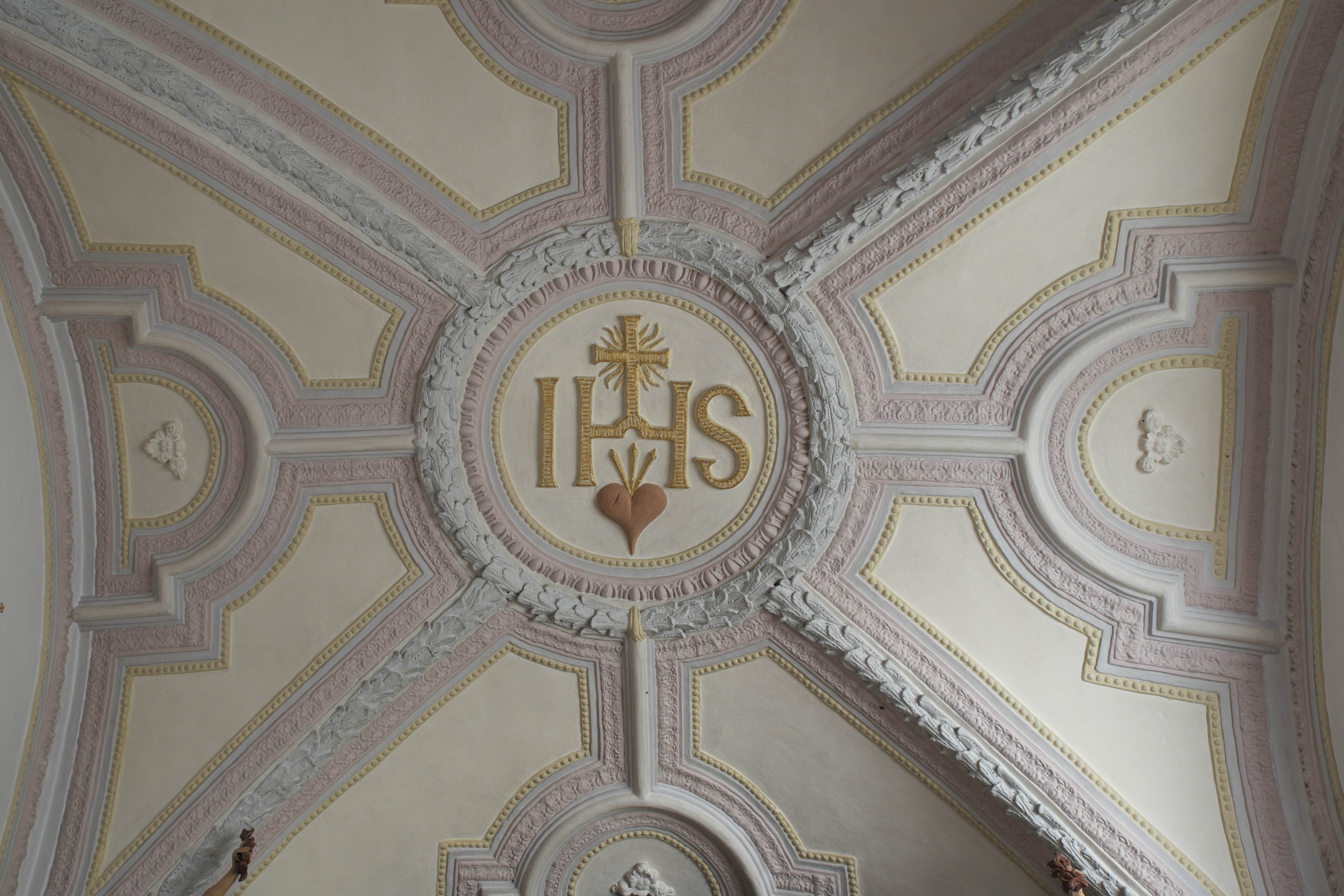
„Perlstab“-Rahmungen in einem barocken Gewölbe
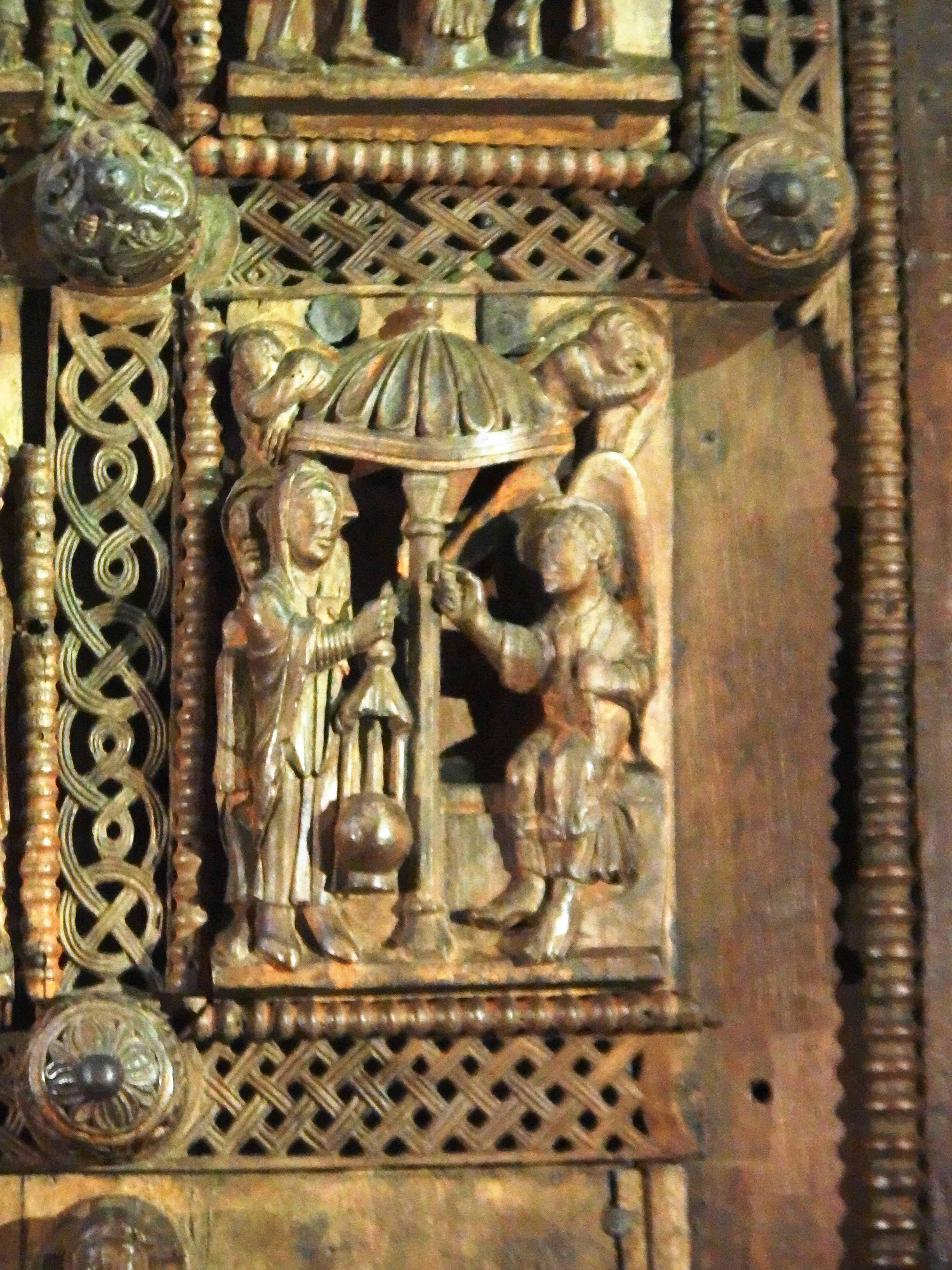
Unechte „Perlstäbe“ aus übereinanderliegenden Elementen